# Mocidades Galeguistas
Mocidades Galeguistas (tiếng Anh: Galicianist Youth, MMGG) hoặc, cũng sử dụng cho đến năm 1989, Mocidades Nacionalistas Galegas (tiếng Anh: Galician Nationalist Youth, MNG) là một tổ chức thanh thiếu niên chính trị của Galicia, với một dân tộc chủ nghĩa Galician và tự do xã hội tư tưởng. Tổ chức này bảo vệ một Galicia tự do ở một liên bang Tây Ban Nha.

## Lịch sử
MMGG được thành lập năm 1987 như là thanh niên của Đảng Galicianist Đảng Galician Dân tộc (PNG-PG), với việc sáp nhập trước Mocedades Galeguistas (các cánh trẻ của Partido Galeguista (Dân tộc)) và một khu vực của Quốc gia Thanh niên Galician  (cánh thanh niên của Liên minh Galicia). Năm 2002 sau một cuộc khủng hoảng nội bộ trong bữa tiệc, PNG-PG tuyên bố rằng MMGG không còn là cánh trẻ của họ, nhưng cuối cùng, biện pháp này đã không được áp dụng.  Vào năm 2012, MMGG rời khỏi Khối dân tộc Galicia và giúp tạo ra Compromiso por Galicia. Kể từ năm đó, MMGG gần như không có sự xuất hiện hay hành động nào, cũng như hoạt động trên internet. Điều cuối cùng được thực hiện bởi tổ chức này là tạp chí Terra Celta (Vùng đất Celtic) vào tháng 4 năm 2012. Tổ chức chưa chính thức giải thể.